# Jules Dassin
Jules Dassin, rozený Julius Dassin (18. prosince 1911 Middletown v Connecticutu – 31. března 2008 Atény), byl americký filmový režisér, scenárista, producent a herec. Po počátečním úspěchu v Hollywoodu se na začátku McCarthyho éry přestěhoval do Evropy, kde pokračoval ve své kariéře. Mezi jeho nejznámější díla patří filmy Rififi, Never on Sunday a Topkapi, které byly natočeny v Evropě. Jeho druhou manželkou byla řecká herečka a později politička Melina Mercouri. Po letech strávených v exilu ve Francii přijal řecké občanství.
Dassin získal cenu za nejlepší režii na filmovém festivalu v Cannes za svůj film Du rififi chez les hommes. Později byl nominován na Oscara za nejlepší režii a nejlepší scénář, za svůj film Never on Sunday; byl nominován na cenu Tony za nejlepší režii muzikálu za broadwayskou inscenaci muzikálu Illya Darling.

## Život
Julius Dassin se narodil v Middletownu v Connecticutu 18. prosince 1911 Berthě (rozené Vogelové) a Samuelovi Dassinovi, holiči. Jeho rodiče byli oba židovští přistěhovalci z Oděsy. Po přestěhování do New Yorku vyrůstal Jules Dassin se sedmi sourozenci v harlemské čtvrti. Julius navštěvoval Morris High School v Bronxu. Profesionálně se začal věnovat herectví v roce 1926, ve čtrnácti letech, v Yiddish Art Theatre v New Yorku. Od roku 1934 strávil Julius tři roky studiem dramatické techniky v Evropě. Pobýval v Itálii, Francii, Španělsku, Německu, Rusku, Anglii, Československu, Portugalsku, Švýcarsku a Řecku, kde si pracoval různé drobné práce, aby se uživil. Ve 30. letech 20. století se stal členem Komunistické strany, kterou v roce 1939 opustil, zklamán paktem Hitlera a Stalina.
V roce 1940 Dassin poprvé režíroval na Broadwayi a psal skeče pro rozhlasové pořady. V roce 1941 debutoval jako filmový režisér ve filmové produkční společnosti Metro-Goldwyn-Mayer.
Jeho kariéru v USA ukončila McCarthyho éra. V roce 1949 se stal terčem protikomunistického vyšetřování, a proto šéf produkce Foxu Darryl F. Zanuck nechal natočit jeho další film Night and the City v Londýně místo v USA. Dassin si však nemohl záběry sám sestříhat, protože mu byl odepřen přístup do studiového prostoru v Hollywoodu. Místo toho dával pokyny ke střihu po telefonu.
V roce 1951 Elia Kazan a Edward Dmytryk udali Dassina Výboru pro neamerické aktivity Sněmovny reprezentantů (HUAC). Bez vyhlídky na další zaměstnání v americkém filmovém průmyslu Dassin a jeho rodina emigrovali do Evropy. I tam se k filmu mohl vrátit až po pěti letech kvůli tlaku USA na evropské filmové producenty, kteří se obávali, že Dassinovy filmy nebudou v USA distribuovány.
V roce 1955 začal Dassin pracovat na svém prvním evropském filmu: gangsterský film Rififi, natočený ve Francii, se setkal s obrovským kritickým i populárnějším úspěchem. Dassin nechal francouzský román přeložit do angličtiny, napsal scénář v angličtině a nechal ho přeložit zpět do francouzštiny. Pod pseudonymem Perlo Vita si také zahrál jednu ze čtyř hlavních rolí. Za Rififiho získal Dassin cenu za nejlepší režii na filmovém festivalu v Cannes v roce 1955. Slavná 32minutová scéna vloupání, ve které nepadlo ani slovo, byla citována, napodobována a parodována v několika pozdějších filmech, včetně samotného Dassina ve filmu Topkapi.
V roce 1955 se v Cannes setkal s řeckou herečkou Melinou Mercouri. Následující rok si zahrála v jeho filmu He Who Must Die podle románu Nikose Kazantzakise Řecká vášeň (Ο Χριστός ξανασταυρώνεται). Dassin také dosáhl svých velkých mezinárodních úspěchů filmem Never on Sunday (1960) a Topkapi (1964) s Mercouriovou. Dassin a Mercouriová se vzali v roce 1966. Po vojenském převratu v Řecku odešli do exilu v Paříži.
Dassinovy pozdější filmy nebyly ani komerčně, ani umělecky úspěšné. V roce 1968 se vrátil do USA kvůli hře Black Power. Ve stejném roce pracoval také na Broadwayi a byl nominován na dvě ceny Tony jako režisér a scenárista muzikálové verze filmu Never on Sunday .
Od roku 1974, po skončení vojenské diktatury, Dassin a Mercouriová opět žili v Řecku. V roce 1992 mu bylo uděleno čestné řecké občanství. Po smrti své manželky v roce 1994 založil Nadaci Meliny Mercouri a vedl kampaň za návrat parthenónských mramorů z Londýna do Atén, což bylo pro Mercouriovou nejvyšší prioritou, zejména během jejího působení ve funkci řecké ministryně kultury. Nové Muzeum Akropole, jehož vznik spoluinicioval Dassin, bylo otevřeno v roce 2009. Dassin se však otevření nedožil – zemřel ve věku 96 let v aténské nemocnici Hygeia a na své přání byl pohřben na Prvním aténském hřbitově vedle Meliny Mercouriové